# Halídzsi
A halídzsit (arabul:  خليجي „ḫalīǧī”) az Öböl Menti Együttműködési Tanács tagállamainak jövőbeni közös valutájának a javasolt neve.

## Története
2007-ben a hat GCC-ország – Szaúd-Arábia, Katar, Bahrein, Omán, Egyesült Arab Emírségek és Kuvait – új, közös pénz bevezetéséről tárgyalt. A közös valutának eleinte nem a halídzsi volt a hivatalos neve, mert volt olyan javaslat, hogy dinár néven hozzák létre, amely Kuvaitnak is hivatalos pénzneme. A dinárt már Mohamed próféta korában használták az Arab-félszigeten, és később az egész középkorban ez volt az általános fizetőeszköz az iszlám világban.
2009. június 7-én négy öböl menti arab állam – Szaúd-Arábia, Katar, Bahrein és Kuvait – monetáris unió létrehozását célzó szerződést írtak alá. A szerződés értelmében ebben az évben egy monetáris tanácsot hoznak létre, amely előkészíti a pénzügyi uniót.
A tervek szerint az új pénznemet 2010-re tervezték bevezetni. de közbejött a 2008-ban kirobbant gazdasági világválság, ezért az új valuta bevezetését később halasztották.
A központi bank székhelye Rijádban lesz.